# Superstore
Superstore (en español, Supertienda) es una serie de televisión estadounidense de comedia que se estrenó en la cadena NBC el 30 de noviembre de 2015. La serie fue creada por Justin Spitzer, quien también se desempeña como productor ejecutivo. La trama sigue a un grupo de empleados de un supermercado llamado Cloud 9 en San Luis, Misuri. El 10 de febrero de 2020, NBC renovó la serie para una sexta temporada.

## Reparto

### Principal
- America Ferrera como Amy, una empleada que trabaja en Cloud 9 desde hace 10 años, y ahora es una supervisora de planta. Está casada desde los 19 años y tiene una hija llamada Emma. Se ausenta en la sexta temporada.

- Ben Feldman como Jonah, el nuevo empleado de Cloud 9, que en su primer día causó una terrible impresión e inmediatamente choca con Amy, pero desde entonces se ha calmado un poco. Llegó a Cloud 9 después de abandonar la escuela de negocios en Chicago. Estaba conduciendo sin rumbo hasta que se detuvo en un Cloud 9 en St. Louis y vio el cartel de "Se busca ayudante".

- Lauren Ash como Dina, asistente de gerente de Cloud 9, Dina siente una terrible atracción por Jonah. Ella a menudo choca con los empleados, así como con Glenn por sus creencias religiosas en el lugar de trabajo.

- Colton Dunn como Garrett, un empleado de Cloud 9 paralizado de cintura para abajo.

- Nico Santos como Mateo, un nuevo empleado ambicioso que quiere ascender en Cloud 9 lo más rápido posible. Comienza inmediatamente una rivalidad con su nuevo compañero (Jonah), señalándole todos sus errores. Admitió a Glenn en el episodio "Wedding Day Sale" que es homosexual.

- Nichole Bloom como Cheyenne Tyler Lee, empleada de Cloud 9, que está embarazada.

- Mark McKinney como Glenn Sturgess, gerente de la tienda Cloud 9. Glenn parece ser distraído y discute con Dina por llevar sus creencias religiosas al trabajo. Se ha revelado que Glenn y su esposa no tienen hijos propios, pero han sido padres de acogida.

## Producción

### Desarrollo y filmación
La serie es uno de los tres pilotos recogidos por NBC el 14 de enero de 2015, junto con la sitcom Crowded; ambos tuvieron luz verde y pasaron a estado de serie el mismo día (7 de mayo de 2015). La serie fue el primer proyecto para la nueva compañía de Ruben Fleischer, The District como parte de un acuerdo de dos años con Universal, que dirigió el episodio piloto.

## Episodios
| Temporada | Temporada | Episodios | Episodios | Emisión original         | Emisión original      |
| Temporada | Temporada | Episodios | Episodios | Primera emisión          | Última emisión        |
| --------- | --------- | --------- | --------- | ------------------------ | --------------------- |
|           | 1         | 11        | 11        | 30 de noviembre de 2015  | 22 de febrero de 2016 |
|           | Especial  | Especial  | Especial  | 19 de agosto de 2016     | 19 de agosto de 2016  |
|           | 2         | 21        | 21        | 22 de septiembre de 2016 | 4 de mayo de 2017     |
|           | 3         | 22        | 22        | 28 de septiembre de 2017 | 3 de mayo de 2018     |
|           | 4         | 22        | 22        | 4 de octubre de 2018     | 16 de mayo de 2019    |
|           | 5         | 21        | 21        | 26 de septiembre de 2019 | 23 de abril de 2020   |
|           | 6         | 15        | 15        | 29 de octubre de 2020    | 25 de marzo de 2021   |